# (7155) 1979 YN
(7155) 1979 YN là một tiểu hành tinh vành đai chính. Nó được phát hiện bởi Henri Debehogne và Edgar Rangel Netto ở Đài thiên văn La Silla ở Chile, ngày 23 tháng 12 năm 1979.